# Bandera marítima

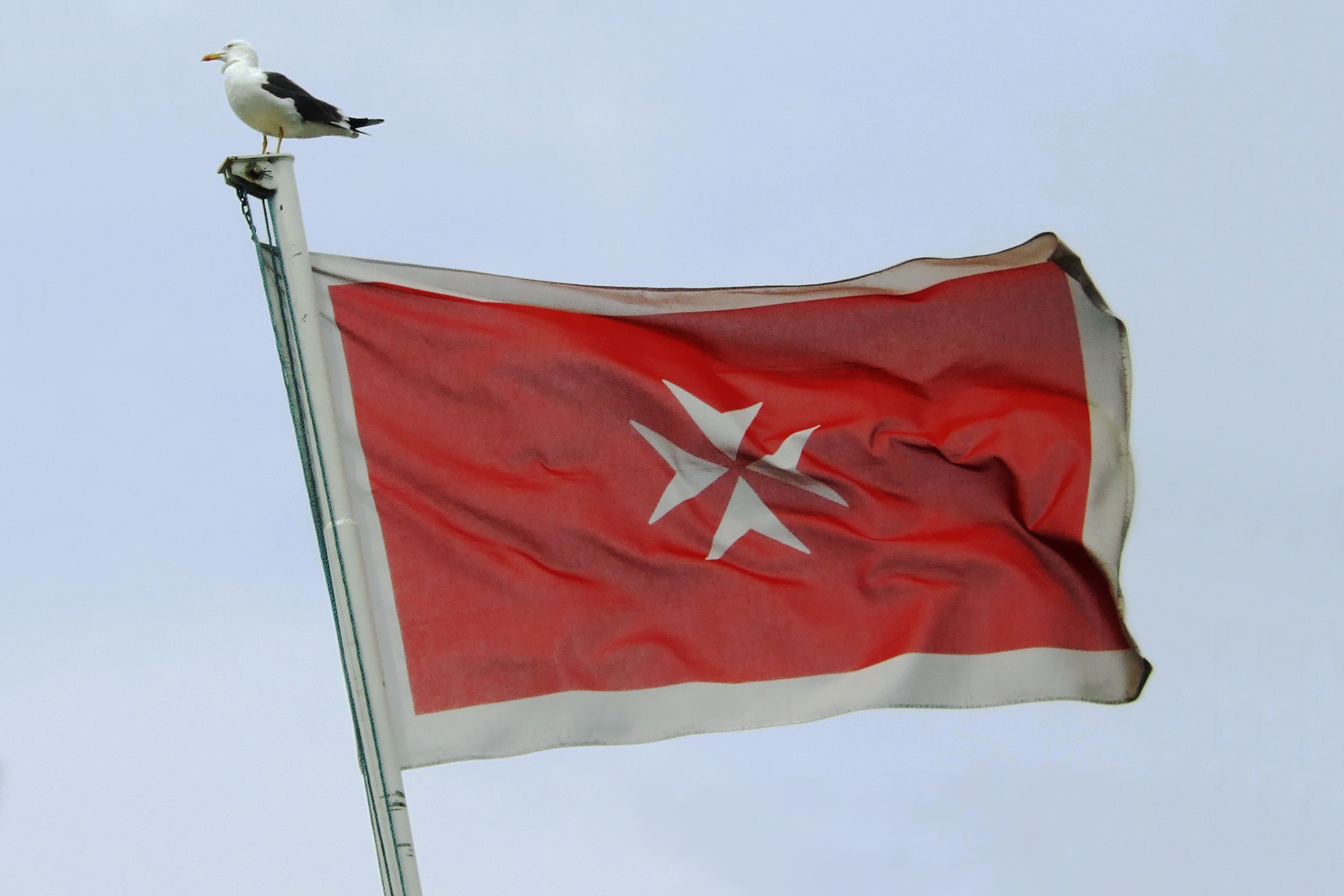
Pabellón civil de Malta

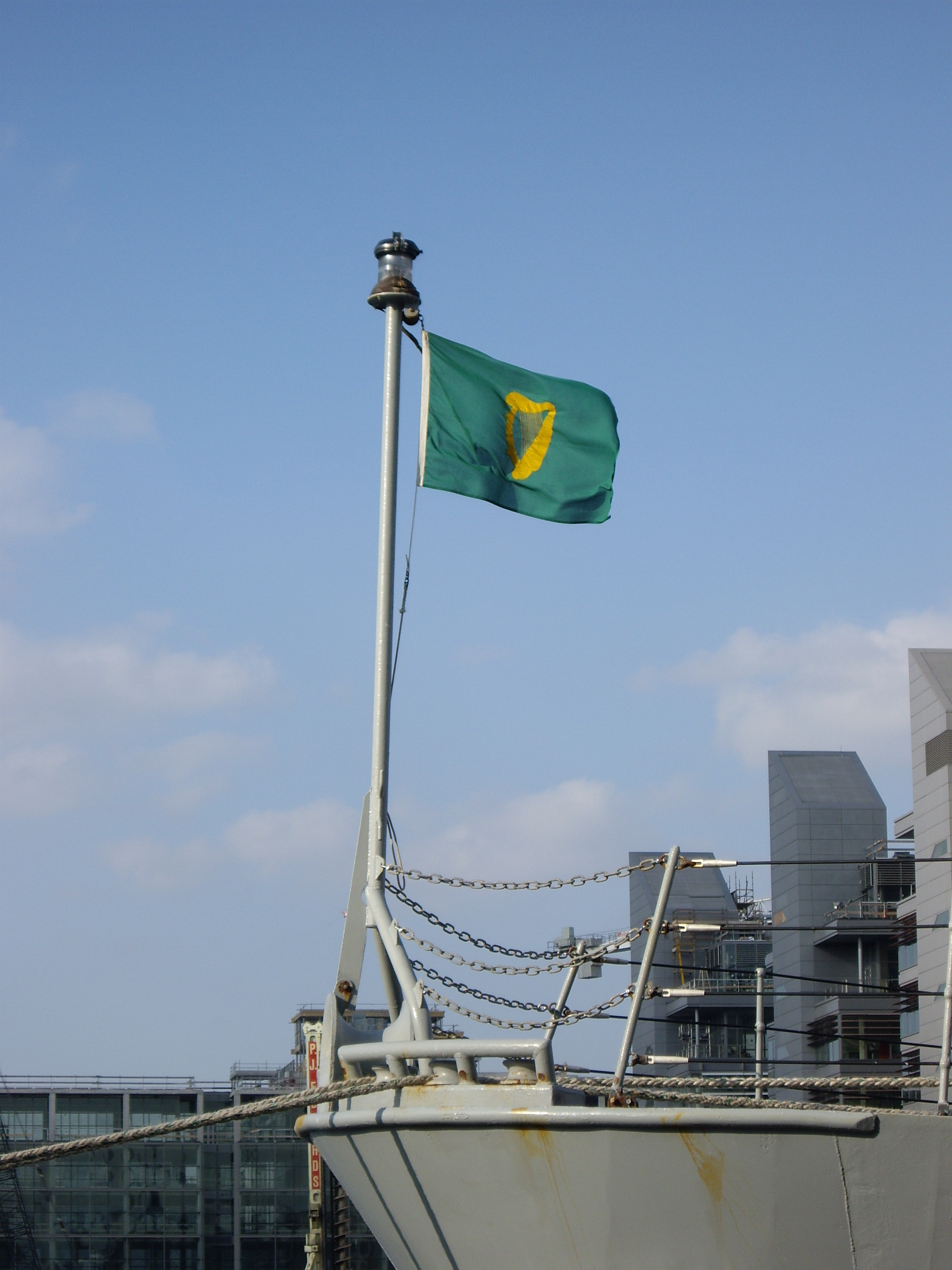
Bandera de proa de Irlanda

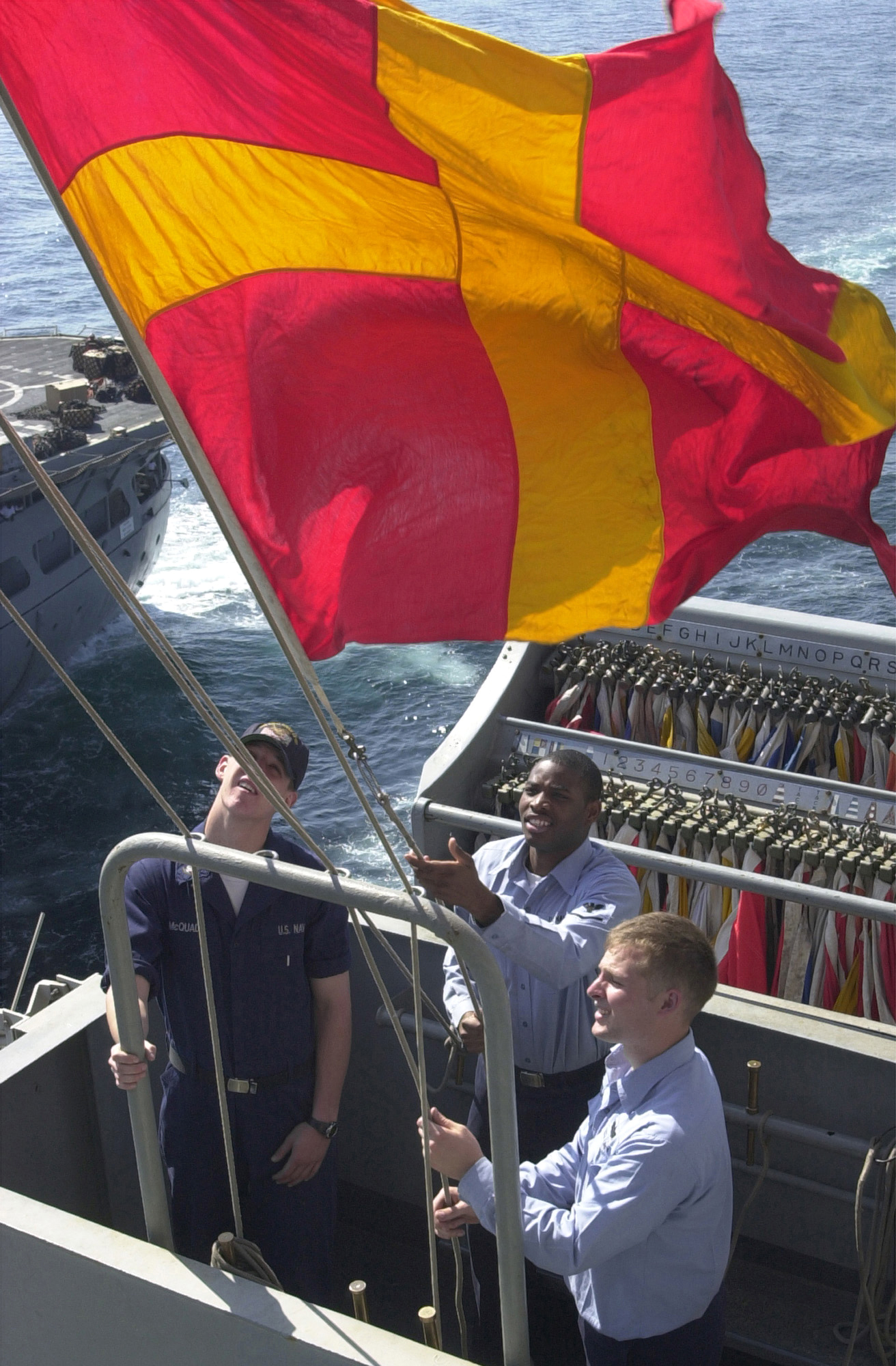
Bandera de señales, letra R del código internacional de señales

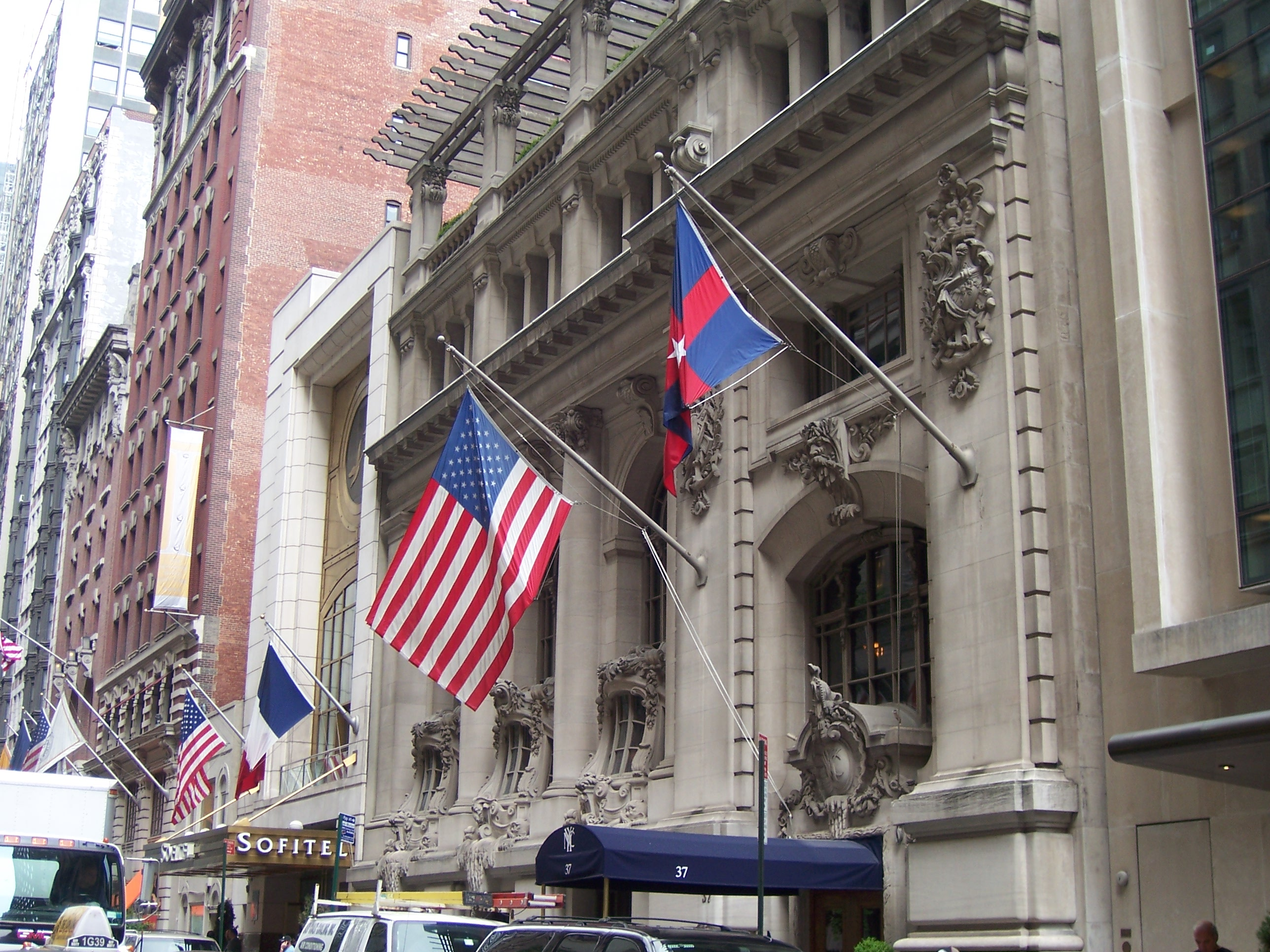
Grímpola del Club de Yates de Nueva York

Una bandera marítima es un tipo de bandera que se usa en el mar o en instalaciones relacionadas con la actividad marítima.
Debido a las históricas necesidades de señalización e identificación en las embarcaciones, su uso se extendió y se especializó más rápidamente que en tierra. Por ello, hay denominaciones específicas de banderas según su uso marítimo.

## Pabellones
La bandera que indica nacionalidad en un barco se denomina pabellón, y se iza a popa.

## Banderas de proa
La bandera de proa de los buques de guerra también indica nacionalidad, y se iza en el torrotito.

## Banderas de señales
Las banderas de señales se utilizan para comunicaciones entre embarcaciones, en regatas y en las playas.

## Banderas de navieras
Las casas navieras izan su bandera distintiva en la proa, además de inscribir su emblema en las chimeneas de sus buques.

## Banderas personales
Cada armador, tanto en la marina mercante como en la marina de recreo, puede tener su señal privada, que se iza a proa en las embarcaciones a motor, y en el palo mayor en las de vela.

## Grímpolas
La grímpola indica a que club o asociación náutica pertenece el armador de la embarcación.

## Banderas de cortesía
Cuando se navega en aguas de un país extranjero, se iza el pabellón nacional de ese país en un mástil secundario como muestra de respeto y saludo.